# 西田吉宏
西田 吉宏（にしだ よしひろ、1934年〈昭和9年〉7月29日 - 2007年〈平成19年〉11月19日）は、日本の養鶏家、政治家。参議院議員・西田昌司の父。
参議院議員（3期）、自民党参議院国会対策委員長、参議院議院運営委員長、京都府議会議長、京都府議会議員（5期）などを歴任。

## 略歴
1934年（昭和9年）、京都府京都市出身。父親が病気がちであったため小学生の頃から家の手伝いをしていて、千本今出川まで自転車の前と後ろに籠をぶら下げて、1日に2回も卵の配達をしたという。
エンジニアを夢見ていたが、父親の病がいよいよ悪化してしまい、授業料が払えなくなり京都市立洛陽高等学校を中退して家業に専念し、懸命に働いた結果、20歳代半ばで3つの養鶏場を経営する、京都でもひとかどの養鶏家として知られるようになった。
1971年（昭和46年）、京都府議会議員選挙に京都市南区選挙区から出馬し、初当選。以後5期連続当選。1986年（昭和61年）、自由民主党京都府連幹事長。1987年（昭和62年）5月、京都府議会議長に就任、1989年（平成元年）3月、退任。
1989年（平成元年）、植木光教の引退に伴い、第15回参議院議員通常選挙に京都府選挙区から自由民主党公認で立候補。連合の会の笹野貞子の後塵を拝したが、得票数2位で初当選した。1995年（平成7年）、第17回参議院議員通常選挙再選。1996年（平成8年）、第2次橋本内閣大蔵政務次官。
2001年（平成13年）、第19回参議院議員通常選挙3選2002年（平成14年）、自民党参議院国会対策委員長2007年（平成19年）7月、第21回参議院議員通常選挙には立候補せず引退（京都府選挙区からは長男・昌司が自民党公認で立候補し、当選）。11月19日、肺がんのため死去。73歳没。

## 人物

### 統一教会との関係
2022年7月、長男の西田昌司は自ら配信した動画の中で、実父である西田吉宏が「1971年に京都府議選に立候補した際、統一協会の関連団体である勝共連合の支援を受けていた」と証言した。
1973年には、府議・京都市議ら28人が訪韓し、韓国の勝共連合本部で反共教育を受けことが地方紙『城南新報』（現・洛タイ新報）に報じられたが、西田吉宏はこの訪韓団の内の一人だった。
1984年、勝共連合が大阪で開催した「アジアの平和と安全を守る関西大会」のパンフレットには西田吉宏は「関西大会参与」「京都・南支部長」の肩書きで紹介されていた。

### 人柄
長男の西田昌司によると、お酒を飲んだときに父はよく「自分は学歴が無い。でも世の中の大切なことは大学を出た者よりわかっている」と言っていたという。また「お前は大学を出たからといって偉そうなことを言うな」とよく叱られたという。
住所は京都府京都市南区西九条高畠町。

## 家族
西田家
- 母・ハル（1908年 - ?）[2]
- 妻・操（1935年 - ?）[2]
- 長男・昌司（税理士、参議院議員、1958年 - ）[2]
- 二男[2]
- 長女[2]
- 二女[2]

## 栄典
- 正四位旭日重光章